# Heinrich Julius Tode
Heinrich Julius Tode, także Henrich Julius Tode (ur. 31 maja 1733 w Zollenspieker, zm. 30 grudnia 1797 w Schwerin) – niemiecki teolog, pedagog, poeta, mykolog, architekt i rysownik.

## Życiorys
Od dzieciństwa interesował się botaniką. W 1744 po śmierci ojca matka Heinricha wraz z 9 dziećmi przeniosła się do Hamburga, gdzie otrzymała wsparcie z funduszu emerytalnego „Witwen-Versorgungsanstalt”. W 1755 Tode wstąpił do gimnazjum akademickiego w Hamburgu. Miał tak dobre wyniki w nauce, że przyznano mu stypendium. Od 1757 studiował teologię na Uniwersytecie w Getyndze. Od 1761 pracował jako nauczyciel dla dzieci Joachima Rudolfa Bretschneidera. W 1764 Tode poślubił jedną ze swoich byłych uczennic, Helenę Dorotheę Bretschneider. Maximilian von Schütz wiedząc o architektonicznych zdolnościach Toda zatrudnił go jako architekta i nadzorcę budowy kościoła w Warlitz. Kierował tą budową w latach 1765–1768. Kościół ten zachował się w prawie całkowicie oryginalnym stanie i jest jedynym zachowanym dowodem umiejętności Toda w matematyce, rysunku i projektach rzeźbiarskich. W 1783 Tode został proboszczem.
Podczas nadzorowania budowy kościoła Tode nawiązał znajomości z wieloma wpływowymi ludźmi. Książę Fryderyk Pobożny zaangażował go do pisania kantat i tekstów oratoryjnych do muzyki kompozytora Johanna Christopha Schmügela. W 1772 ukazał się brewiarz z pieśniami zawierającymi liczne teksty Heinricha Juliusa Tode. Tode zainteresował się także mykologią i systematyką grzybów. Napisał Fungi Mecklenburgenses Selecti, w którym to dziele umieścił wiele nowych, opisanych przez siebie gatunków grzybów, głównie grzybów mikroskopijnych. Dzieło to zawiera również jego doskonałej jakości rysunki (miedzioryty).
Po ukończeniu budowy kościoła Tode został przeniesiony do miasta Schwerin, gdzie zająć się musiał pracą urzędniczą w radzie konsystialnej. To męczące i mało ambitne zajęcie wywołało u niego przygnębienie, pod wpływem którego chciał zniszczyć wszystkie swoje prace naukowe. Na szczęście zniszczeniu uległ tylko ostatni tom jego dzieła o grzybach. Zmarł w wieku 64 lat i został pochowany w katedrze w Schwerinie.
W nazwach naukowych utworzonych przez Tode taksonów grzybów dodaje się jego nazwisko Tode (np. Acrospermum Tode).